# Leptodesmus laurinhoi
Leptodesmus laurinhoi är en mångfotingart som beskrevs av Christoph D. Schubart 1960. Leptodesmus laurinhoi ingår i släktet Leptodesmus och familjen Chelodesmidae. Inga underarter finns listade i Catalogue of Life.